# Трењаго
Трењаго (итал. Tregnago) је насеље у Италији у округу Верона, региону Венето.
Према процени из 2011. у насељу је живело 3601 становника. Насеље се налази на надморској висини од 314 м.

## Становништво
Према резултатима пописа становништва 2011. у општини је живело 4.926 становника.
| 1931. | 1936. | 1951. | 1961. | 1971. | 1981. | 1991. | 2001. | 2011. |
| ----- | ----- | ----- | ----- | ----- | ----- | ----- | ----- | ----- |
| 4.454 | 4.575 | 4.865 | 4.127 | 4.019 | 4.453 | 4.656 | 4.896 | 4.926 |